# Vicepresidente
Il vicepresidente, in ambito sociale e politico, è colui che sostituisce il presidente, in caso di assenza o impedimento, quale suo vicario e, in certi casi, lo coadiuva nell'esercizio delle sue funzioni. Poiché il ruolo del presidente varia notevolmente secondo i contesti, altrettanto variabile è il ruolo del vicepresidente.

## Caratteri generali
Il presidente può essere affiancato da uno o più vicepresidenti, 
ad alcuni dei quali possono essere attribuiti titoli come primo vicepresidente o vicepresidente esecutivo, che denotano una posizione di preminenza, comportante la priorità nell'ordine di sostituzione del presidente; in mancanza o laddove questo criterio non sia sufficiente, l'ordine di sostituzione è stabilito sulla base di altri criteri, come quello dell'anzianità.
Certe volte è previsto che il vicepresidente, oltre 
a sostituire temporaneamente il presidente, gli succeda per portarne a termine il mandato in caso di cessazione anticipata dalla carica per morte, dimissioni o altra causa.
In certe organizzazioni, è affidata ai vicepresidenti la direzione di parti dell'organizzazione (ad esempio, di funzioni aziendali) alle dipendenze del presidente.
In alcuni ampi collegi, come le assemblee parlamentari, il presidente, i vicepresidenti ed eventualmente altri membri degli stessi compongono un collegio ristretto denominato ufficio di presidenza o praesidium.

## Vicepresidente della Repubblica
Il vicepresidente della Repubblica (o semplicemente vicepresidente, in relazione al titolo ufficiale del presidente) è l'organo monocratico che in una repubblica esercita le funzioni di capo dello stato in caso di assenza o impedimento del medesimo.
Quest'organo è di solito presente nelle repubbliche presidenziali, sul modello degli Stati Uniti, mentre le repubbliche parlamentari e semipresidenziali ne sono solitamente prive (un'eccezione è rappresentata dall'India). Se non è prevista la figura del vicepresidente, a sostituire il capo dello stato è chiamato, secondo gli ordinamenti, il presidente di una delle camere, per lo più quella alta (come in Italia, ove vi è la figura del Presidente supplente; ma in Polonia è invece la camera bassa), o il primo ministro (come in Russia). Questa soluzione è adottata anche dagli ordinamenti che hanno il vicepresidente, in caso di assenza o impedimento sia dello stesso, sia del presidente (in India, però, la supplenza spetta, in tal caso, al presidente della corte suprema).
Dove è prevista la figura del vicepresidente, lo stesso può essere eletto simultaneamente al presidente (è il caso degli Stati Uniti dove si vota su candidature congiunte, il cosiddetto ticket), eletto separatamente o nominato dal presidente dopo la sua elezione; vi sono anche ordinamenti in cui i vicepresidenti sono due (ad esempio, in Costa Rica).
È generalmente previsto che, in caso di morte o cessazione anticipata dalla carica del presidente, il vicepresidente gli succeda, portando a termine il suo mandato. Oltre a fungere da vicario del presidente, il vicepresidente è membro del gabinetto presidenziale anche se il suo ruolo varia, secondo gli ordinamenti e la statura politica dello stesso vicepresidente, da compiti puramente cerimoniali alla partecipazione alla direzione politica del governo. In certe repubbliche presidenziali, sul modello degli Stati Uniti, il vicepresidente è presidente di diritto della camera alta (è il caso, ad esempio, dell'Argentina e dell'Uruguay).

## Vicepresidente di società
Nelle società per azioni e nelle aziende organizzate in modo analogo vi possono essere uno o più vicepresidenti del consiglio di amministrazione, membri del consiglio stesso che, oltre a sostituire il suo presidente in caso di assenza o impedimento, possono ricoprire ruoli manageriali all'interno dell'azienda.
Negli Stati Uniti - dove il presidente (chairman) del consiglio di amministrazione può essere diverso dal presidente (president) della società, potendo quest'ultima carica essere attribuita al chief executive officer (CEO) o al chief operating officer (COO) - è prassi conferire il titolo di vicepresidente (vice president) della società a manager subordinati al CEO, non necessariamente membri del consiglio di amministrazione. Vi possono essere numerosi vicepresidenti ed alcuni possono portare un titolo differenziato, che denota una posizione di preminenza; tra i titoli solitamente utilizzati, l'ordine di preminenza è il seguente: senior executive vice president (SEVP), executive vice president (EVP), senior vice president (SVP), vice president (VP), assistant (o associate) vice president (AVP).

## Ordinamento italiano
Nell'ordinamento italiano il titolo di vicepresidente è attribuito, tra gli altri:
- al Vicepresidente del Consiglio dei ministri, membro del Governo e vicario del Presidente del Consiglio dei ministri; la carica, non prevista dalla Costituzione, è formalmente equiparata a quella di ministro senza portafoglio;
- al Vicepresidente del Consiglio superiore della magistratura, membro del Consiglio stesso vicario del Presidente della Repubblica nelle funzioni di presidente del collegio, funzioni che, di fatto, esercita stabilmente;
- al vicepresidente della giunta regionale (o della regione), membro della giunta regionale vicario del suo presidente;
- al vicepresidente della provincia, membro della giunta provinciale vicario del presidente della provincia.

La Costituzione italiana non prevede la figura del Vicepresidente della Repubblica. In caso di assenza o impedimento, il Presidente della Repubblica è sostituito dal Presidente del Senato in qualità di Presidente supplente della Repubblica.